# Diana Rieger
Diana Rieger ist eine deutsche Professorin für Kommunikationswissenschaft an der Ludwig-Maximilians-Universität in München.

## Werdegang
Von 2004 bis 2010 studierte Rieger Medienwissenschaften (Medienkulturwissenschaften und Medienpsychologie) an der Universität zu Köln, es folgte ebenda eine Zeit als Doktorandin am Lehrstuhl für Medien- und Kommunikationspsychologie bei Gary Bente. Nach Studienaufenthalten in den Vereinigten Arabischen Emiraten promovierte sie schließlich zum Thema „Stimmungsregulation und Erholung – Positive Effekte hedonistischer und eudaimonischer Unterhaltungsmedien“. Von 2014 bis 2016 hatte sie die Position als stellvertretende Projektleiterin im Projekt "Durchführung einer medienpsychologischen Untersuchung zur Analyse der Wirkungsweise von ‚Counter-Narratives‘ zur Prävention islamistischer und rechtsextremistischer Propaganda" an der Universität zu Köln inne, außerdem war sie ab 2015 Associate Editor des Journal of Media Psychology. 
Neben Aufenthalten als Visiting Scholar am Department of Communication der Michigan State University, East Lansing im Jahr 2016 war Rieger außerdem als wissenschaftliche Mitarbeiterin (Post-Doc) am Institut für Medien- und Kommunikationswissenschaft bei Peter Vorderer an der Universität Mannheim tätig. Nach Stationen als Vertretungsprofessorin und Juniorprofessorin kam sie schließlich im Jahr eine Professur für Kommunikationswissenschaft am Institut für Kommunikationswissenschaft und Medienforschung (IfKW) an der Ludwig-Maximilians-Universität München.

## Publikationen

### In der Presse
- Frischlich, L., Schmid, U. & Rieger, D. (in Druck). Hass und Hetze im Netz (S. xx-yy). In M. Appel, F. Hutmacher, C. Mengelkamp, J.-P. Stein, & S. Weber (Hrsg.), Digital ist besser?! Die Psychologie der Online- und Mobilkommunikation. Springer.
- Schmid, U. K., & Kümpel, A. S., & Rieger, D. (in press). The remote self-confrontation interview method: Gaining insights into users’ perceptions of digital media content from a distance. American Behavioral Scientist.
- Zieringer, L. & Rieger, D. (in press). Algorithmic recommendations' role for the interrelatedness of counter-messages and polluted content on YouTube - A network analysis. Computational Communication Research.

### Neueste Publikationen (Auswahl)

#### Publikationen aus dem Jahr 2023
- Naderer, B., Rieger, D. & Schwertberger, U. (2023). An online world of bias. The mediating role of cognitive biases on extremist attitudes. Communications: The European Journal of Communication Research, Advance Online Publication. doi.org
- nObermaier, M., Schmid, U. K., & Rieger, D. (2023). Too civil to care? How online hate speech against different social groups affects bystander intervention. European Journal of Criminology, 20(3), 817-833. doi.org
- Rothut, S., Schulze, H., Hohner, J. & Rieger, D. (2023). Ambassadors of ideology: A conceptualization and computational investigation of far-right influencers, their networking structures, and communication practices. New Media & Society. Online First. doi.org
- Schneider, F. M., Rieger, D., & Hopp, F. R. (2023). First aid in the pocket—The benefits of smartphones in self-threatening situations. Computers in Human Behavior, 141, Article 107629. doi.org

#### Publikationen aus dem Jahr 2022
- Bowman, N. D., Rieger, D. & Lin, T.  (2022). Social video gaming and well-being. Current Opinion in Psychology, 45, 101316.
- Greipl, S., Hohner, J., Schulze, H. & Rieger, D. (2022). Radikalisierung im Internet: Ansätze zur Differenzierung, empirische Befunde und Perspektiven zu Online-Gruppendynamiken. In U. Kemmesies et al. (Hrsg.), MOTRA-Monitor 2021 (pp. 42-71). Wiesbaden: Aumüller Druck GmbH & Co. KG. doi.org
- Hohner, J., Schulze, H., Greipl, S., & Rieger, D. (2022). From solidarity to blame game: A computational approach to comparing far-right and general public Twitter discourse in the aftermath of the Hanau terror attack. SCM Studies in Communication and Media, 11(2), 304-333. doi.org
- Reinemann, C., Haas, A. & Rieger, D. (2022). “I don’t care, ‘cause I don’t trust them!” The impact of information sources, institutional trust, and right-wing populist attitudes on the perception of the COVID-19 pandemic during the first lockdown in Germany. Studies in Communication and Media (SCM), 11(1), 132-168. doi.org
- Rieger, D., Wulf, T., Riesmeyer, C. & Ruf, L. (2022). "I am involved, am I?" Interactive decision-making in entertainment movies: A mixed-method approach. Psychology of Popular Media Culture, Online First. doi.org
- Rieger, D. & Schneider, F. M. (2022). Testing the TEBOTS model in self-threatening situations: The role of narratives in the face of ostracism and mortality. Frontiers in Communication, 7:967464. doi.org
- Rothut, S., Schulze, H., Hohner, J., Greipl, S. & Rieger, D. (2022). Radikalisierung im Internet. Ein systematischer Überblick über den Forschungsstand, Wirkungsebenen sowie Implikationen für Wissenschaft und Praxis. core-nrw. Netzwerk für Extremismusforschung in Nordrhein-Westfalen.
- Schmid, U., Kümpel, A. S., & Rieger, D. (2022). How social media users perceive different forms of online hate speech: A qualitative multi-method study. New Media & Society, Online First. doi.org
- Schulze. H., Hohner, J., Greipl, S., Girgnhuber, M., Desta, I., & Rieger, D. (2022). Far-right conspiracy groups on fringe platforms: a longitudinal analysis of radicalization dynamics on Telegram. Convergence: The International Journal of Research into New Media Technologies, Online First. doi.org
- Schulze, H., Hohner, J. & Rieger, D. (2022). Soziale Medien und Radikalisierung. In L. Rothenberger, J. Krause, J. Jost & K. Frankenthal (Hrsg.), Terrorismusforschung - Interdisziplinäres Handbuch für Wissenschaft und Praxis (pp. 319-330). Baden-Baden: Nomos.